# Blanka Vlašić
Blanka Vlašić (Split, 8 de novembro de 1983) é uma atleta croata especializada no salto em altura.
Entre as principais conquistas, Vlašić  foi bicampeã mundial em Osaka 2007 e Berlim 2009 e campeã no Campeonato do Mundo de Pista Coberta de Valência, em 2007. Tem também mais duas medalhas de prata em mundiais ao ar livre, em Daegu 2011 e Pequim 2015.
Nos Jogos Olímpicos de Pequim em 2008, como campeã mundial e líder do ranking feminino do salto em altura, era a mais cotada para conquistar a medalha de ouro mas ficou apenas com a medalha de prata, derrotada pela belga Tia Hellebaut. Na Rio 2016, ficou com a medalha de bronze e a marca de 1,97 m.
Vlašić tem como melhor marca 2,08 metros, obtida em 2009, em Zagreb, Croácia.